# Senna ruspolii
Senna ruspolii là một loài thực vật có hoa trong họ Đậu. Loài này được (Chiov.) Lock miêu tả khoa học đầu tiên.